# Síndrome inflamatória multissistémica pediátrica
Síndrome inflamatória multissistémica pediátrica (SIMP ou SIM-P) (sigla em inglês: MISCA) é uma inflamação sistémica em crianças ou adolescentes associada à exposição à COVID-19 que resulta em febre persistente e insuficiência de vários órgãos. Os sintomas incluem conjuntivite, febre, erupções cutâneas e diarreia. A condição pode preencher alguns ou todos os critérios de diagnóstico para a doença de Kawasaki. Até maio de 2020 tinham sido reportados mais de 100 casos na Europa e nos Estados Unidos.

Entre os achados laboratoriais estão níveis elevados de biomarcadores para inflamação e doença arterial coronária, como proteína c-reativa (PCR), velocidade de sedimentação dos eritrócitos, ferritina, NT-proBNP, procalcitonina, troponina e triglicerídeos.

## Diagnóstico
Critérios diagnósticos obrigatórios (A) segundo a OMS:
- Idade menor que 20 anos
- Febre de 3 dias ou mais
- Marcadores inflamatórios elevados (PCR, VHS ou procalcitonina)
- Evidência de COVID-19
- Descartar sepse bacteriana, especialmente por Staphylococcus ou Streptococcus

Além disso é necessário ter DOIS dentre os seguintes sinais e sintomas:
- Conjuntivite não purulenta bilateral;
- Sinais de inflamação da boca ou pele (geralmente rash);
- Hipotensão ou choque;
- Disfunção cardíaca (miocardite, pericardite, valvulite ou anormalidades coronárias;
- Evidência de transtorno de coagulação (TP, KPTT, dímero D elevado);
- Transtornos gastrointestinais agudos (diarreia, vômito ou dor abdominal).

O coração deve ser investigado como ECG, ecocardiograma e exame de troponinas. Outros sintomas incluem irritabilidade, tontura, confusão e desmaio associados a pressão arterial baixa.

### Diagnóstico diferencial
Essa síndrome é similar a doença de Kawasaki, ao choque séptico bacteriano e a síndrome do choque tóxico. Algumas vezes é chamada de Kawasaki atípico ou símile.

## Tratamento
O tratamento é principalmente sintomático feito na UTI para monitoração constante com máscara de oxigênio, anti-inflamatórios (aspirina ou corticoide em altas doses), imunoglobulinas intravenosas e soro fisiológico.

## Epidemiologia
Em maio de 2020 investigam 200 casos suspeitos de síndrome inflamatório multissistémico nos EUA, 100 no Reino Unido, 80 na Itália e 135 na França.